# FK Smaliavitchy
Maillots
Le Futbolny Klub Smaliavitchy, plus couramment abrégé en FK Smaliavitchy (en biélorusse : ФК Смалявічы) ou FK Smolevitchi (en russe : ФК Смолевичи), est un club biélorusse de football fondé en 2009 et basé dans la ville de Smaliavitchy.

## Histoire
Fondé en 2009 sous le nom Vigvam, le club évolue dans un premier temps dans le championnat région du voblast de Minsk avant d'être inscrit dans la troisième division biélorusse en 2010. Pour les premières saisons du club en championnat national, il termine onzième puis douzième avant de remporter la compétition et d'accéder à la deuxième division à l'issue de la saison 2012, se renommant Smaliavitchy-STI entre-temps.
Après cinq saisons au deuxième échelon, le club termine finalement deuxième du championnat à l'issue de la saison 2017 et accède ainsi à l'élite du football biélorusse pour la première fois de son histoire lors de la saison 2018. Il est par ailleurs renommé Smaliavitchy durant le mois de janvier 2018.
Pour sa première saison au plus haut niveau, le club termine finalement quinzième et relégable, à égalité de points avec le Luch et le Torpedo Minsk mais derrière au classement selon leurs résultats respectifs en confrontations directes. Il rebondit malgré tout dès l'année suivante avec une nouvelle place de deuxième dans l'échelon inférieur derrière le Belchina Babrouïsk pour retrouver l'élite. La saison 2020 est cependant nettement plus compliquée, l'équipe étant très rapidement dépassée en championnat avant de finir largement dernière au terme de l'exercice, pour une nouvelle descente.
À la suite de cette dernière relégation, le club se trouve affecté par des problèmes financiers de plus en plus importants qui amènent à la dissolution de l'équipe première à la mi-janvier 2021 tandis que des rumeurs de disparition font surface. Finalement, Smaliavitchy poursuit ses activités au sein de la troisième division avec un nouvel effectif et encadrement.

## Bilan sportif

### Palmarès
| Compétitions nationales |
| --- |
| - Championnat de Biélorussie de deuxième division : - Vice-champion : 2017 et 2019. - Championnat de Biélorussie de troisième division (1) : - Champion : 2012. |

### Bilan par saison
| Saison | Championnat | Championnat | Championnat | Championnat | Championnat | Championnat | Championnat | Championnat | Championnat | Championnat | Coupe de Biélorussie |
| Saison | Division    | Pos         | Pts         | J           | V           | N           | D           | BP          | BC          | Diff        | Coupe de Biélorussie |
| ------ | ----------- | ----------- | ----------- | ----------- | ----------- | ----------- | ----------- | ----------- | ----------- | ----------- | -------------------- |
| 2010   | 3e          | 11e         | 41          | 34          | 10          | 11          | 13          | 32          | 41          | -9          | —                    |
| 2011   | 3e          | 12e         | 32          | 30          | 8           | 8           | 14          | 45          | 48          | -3          | 32es de finale       |
| 2012   | 3e          | 1er         | 87          | 36          | 26          | 9           | 1           | 113         | 22          | +91         | 32es de finale       |
| 2013   | 2e          | 8e          | 44          | 30          | 12          | 8           | 10          | 50          | 37          | +13         | 32es de finale       |
| 2014   | 2e          | 10e         | 40          | 30          | 12          | 4           | 14          | 37          | 41          | -4          | Seizièmes de finale  |
| 2015   | 2e          | 7e          | 47          | 30          | 13          | 8           | 9           | 47          | 37          | +10         | 32es de finale       |
| 2016   | 2e          | 8e          | 34          | 26          | 9           | 7           | 10          | 38          | 29          | +9          | Seizièmes de finale  |
| 2017   | 2e          | 2e          | 58          | 30          | 18          | 4           | 8           | 46          | 22          | +24         | Seizièmes de finale  |
| 2018   | 1re         | 15e         | 24          | 30          | 5           | 9           | 16          | 21          | 39          | -18         | Seizièmes de finale  |
| 2019   | 2e          | 2e          | 64          | 28          | 19          | 7           | 2           | 60          | 15          | +45         | Huitièmes de finale  |
| 2020   | 1re         | 16e         | 14          | 29          | 3           | 5           | 21          | 27          | 72          | -45         | Seizièmes de finale  |
| 2021   | 3e Minsk    | 12e         | 28          | 18          | 9           | 1           | 8           | 56          | 35          | +21         | Seizièmes de finale  |

Légende
- Promotion en division supérieure
- Relégation en division inférieure

## Identité visuelle

Logo de 2009 à 2019.
Logo depuis 2020.